# Księża Wola (Księżno)
Księża Wola – część wsi Księżno w Polsce, położona w województwie warmińsko-mazurskim, w powiecie braniewskim, w gminie Wilczęta.
W latach 1975–1998 Księża Wola należała administracyjnie do województwa elbląskiego.